# APEC-huis
Het Nurimaru APEC-huis in de Zuid-Koreaanse stad Busan is de locatie waar in november 2005 de top van de APEC werd gehouden. Nurimaru staat voor 'wereld' (nuri) 'top' (maru).
Het is gelegen op een fraaie locatie op het Dongbaek-eiland in het stadsdeel Haeundae-gu.

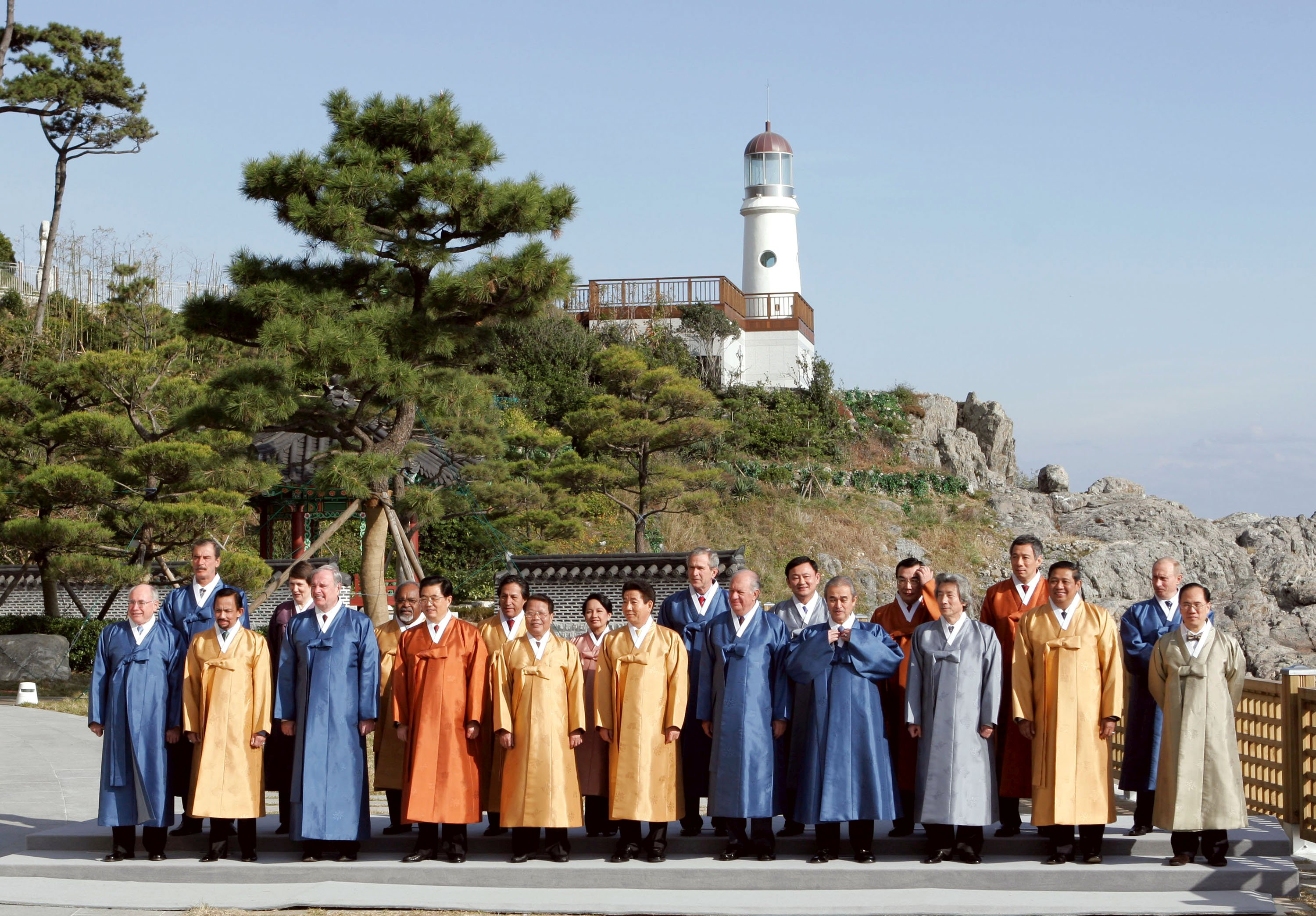
APEC-leiders op de foto op het terras van het Nurimaru APEC-huis